# Tone Pavček

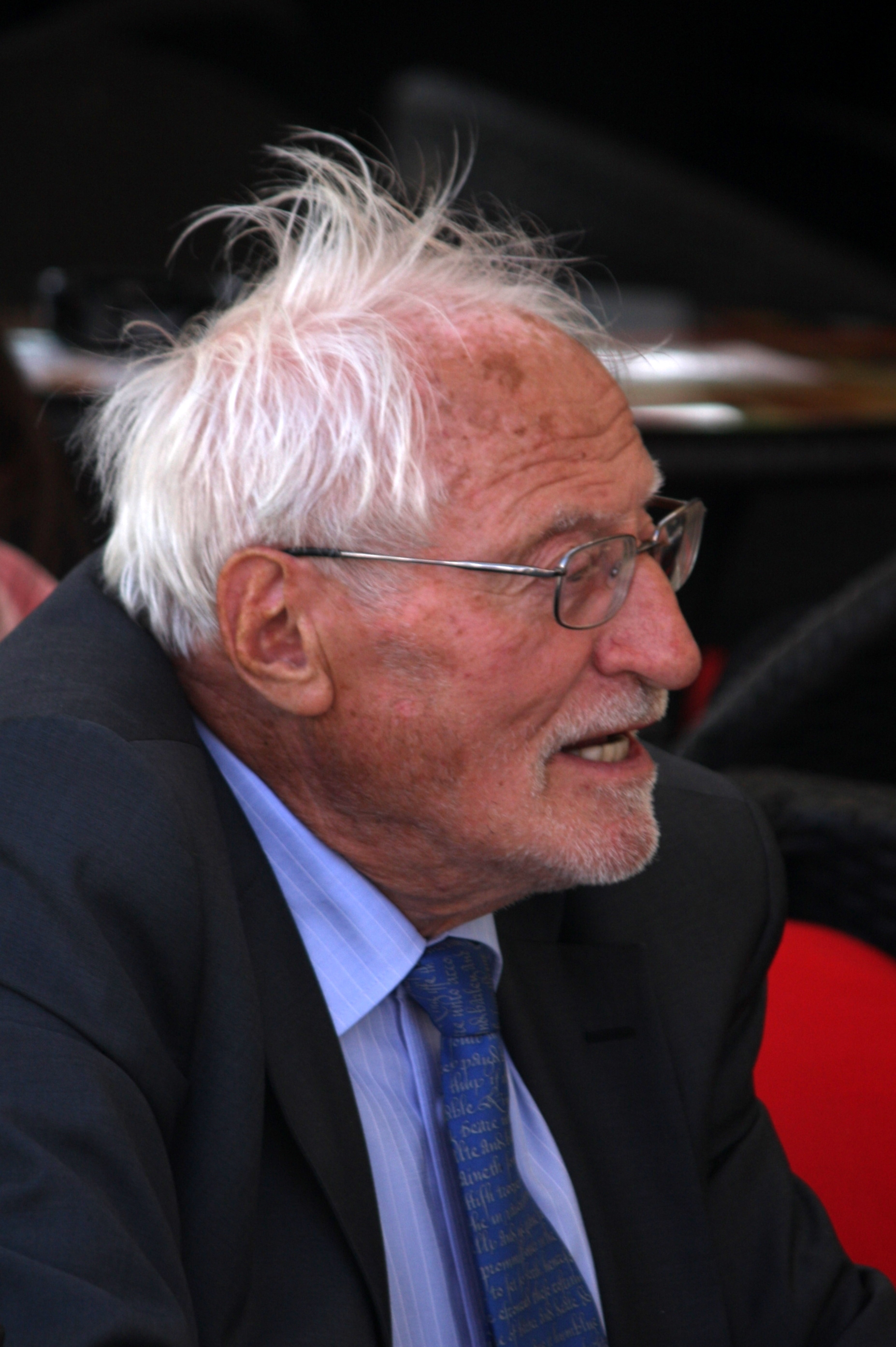
Tone Pavček (2010)

Tone Pavček (ur. 29 września 1928 w Šentjuriju, zm. 21 października 2011 tamże) – słoweński poeta, tłumacz i eseista okresu powojennego.

## Życiorys
Pierwszą klasę szkoły podstawowej skończył w Mirnej Peči, później natomiast przeniesiono go do Lublany. W Lublanie ukończył gimnazjum i studia prawnicze. W czasie wojny dwa lata przebywał w rodzinnym domu. Maturę zdał w 1948 roku. Po maturze napisał swój pierwszy wiersz. Studia ukończył w 1954 roku na Wydziale Prawa w Lublanie.
Do roku 1972 Pavček pracował jako redaktor i dziennikarz w słoweńskiej telewizji RTV Slovenija. W latach 1963–1967 był dyrektorem Młodzieńczego Teatru w Lublanie, w latach 1972–1990 – redaktorem odpowiedzialnym Wydawnictwa Cankara, a w latach 1979–1983 pełnił funkcję przewodniczącego Organizacji Słoweńskich Pisarzy (Društvo slovenskih pisateljev).
W 1996 roku został ambasadorem dobrej woli UNICEF.
Nadal często bywa gościem licznych literackich wieczorów i różnych spotkań.
W roku 1953 wspólnie z Kajetanem Kovičem, Janezem Menartem i Cyrilem Zlobcem wydał Wiersze Czterech (Pesmi Štirih). W tomiku tym wyraża tęsknotę za prostym wiejskim światem, z którego sam pochodził.
Napisał ponad 20 dzieł da dzieci, wśród których największym zainteresowaniem cieszy się Juri Muri v Afriki (Juri Muri w Afryce)

## Twórczość
Pavček należał do tzw. intymistów rozpoczynających epokę postmodernizmu. Większość jego wierszy ma budowę rymowaną albo połączoną z asonancą, ale jednocześnie jest wewnętrznie rytmicznie rozchwiana. Taki kształt jego poezji dopomógł mu w większym zainteresowaniu jego twórczością wśród dzieci i młodzieży co nadaje jej taką samą wartość co twórczość Frana Levstika czy Otona Župančiča. Jego wiersze dla dzieci są proste, naiwne, pełne fantazji i humoru.
Jako eseista wydał w trzech częściach książkę Czas duszy, czas ciała(Čas duše, čas telesa)w latach 1994, 1997 i 2004. Jest to autobiograficzne dzieło, w którym poeta opowiada o swoich korzeniach, o dzieciństwie i dorastaniu, o szkole i swoim życiu w ogóle.

## Dzieła

### Tomiki poetyckie dla dorosłych
- Sanje živijo dalje, 1958
- Ujeti ocean, 1964
- Zapisi, 1972
- Iskanje sveta, 1973
- Poganske hvalnice, 1976
- Pesmi, 1978
- Dediščina,1983
- Goličava, 1988
- Temna zarja, 1996
- Dolenjske bližine, 1998
- Upočasnitve, 1998
- Darovi, 2005
- Ujedanke, 2006

### Tomiki dla dzieci
- Trije bratje in zlata ptica, 1956
- Maček na dopustu, 1957
- Juri-Muri v Afriki
- Polž pred nebotičnikom, 1960
- Velesenzacija, 1961
- Vrtiljak
- Mokedaj
- Sončece v žepu, 1960
- Strašni lovec Bumbum, 1969
- Čenčarija, 1975
- Slon v žepu, 1979
- Prave (in neprave) pesmi, 1986
- Besede za sladkosnede, 1991
- Majhen dober dan, 1992
- Sonce in sončece, 1993
- Živalski ringaraja, 1994
- Majnice, fulaste pesmi, 1996
- Deček gre za soncem, 1998
- S črko čez Krko, 2003

### Dorobek tłumacza
Pavček pracował także jako tłumacz. Zajmował się przekładem rosyjskiej poezji XX w. Ważne w jego dorobku są także przekłady z języków: serbsko-chorwackiego, białoruskiego gruzińskiego i albańskiego. Tłumaczył także z innych języków słowiańskich, oprócz poezji dla dorosłych, także dla młodzieży.
Jego poezja jest również tłumaczona na liczne języki, m.in.: język rosyjski serbski, czeski, chorwacki, gruziński i azerski.

## Tytuły
W 2007 roku został uhonorowany tytułem honorowego obywatela Lublany.